# Novoszáth Melinda
Novoszáth Melinda (Szeged, 1998. november 24. –) magyar úszó.

## Pályafutása
Gyerekkorában először ritmikus gimnasztikázott, csak később tért át az úszásra.
A 2011. évi nyári európai ifjúsági olimpiai fesztiválon a törökországi Trabzonban a vegyes 4 × 200 méteres gyorsváltó tagjaként (csapattársak: Grátz Benjámin, Földházi Dávid, Kiss Nikoletta) bronzérmes lett. Összesítésben a női 50 méteres gyorsúszásban holtversenyben a 12. (a B döntőben holtversenyben a 4.), a 100 méteres gyorsúszásban pedig a 11. helyen (a B döntőben a 3. helyen) végzett. A női 4 × 100 méteres gyorsváltó tagjaként (csapattársak: Kiss Nikoletta, Kovács Zsanett, Sebestyén Dalma) és a női 4 × 100 méteres vegyesváltó tagjaként (csapattársak: Lukács Evelyn, Janik Dorottya, Juhász Adél) egyaránt 5. lett.
A 2013-as ifjúsági úszó-Európa-bajnokságon a lengyelországi Poznańban a 200 méteres gyorsúszásban bronzérmet szerzett.
A 2013-as Gymnasiadén Brazíliában a 200 méteres gyorsúszásban aranyérmes, a 200 méteres pillangóúszásban ezüstérmes, a 400 méteres gyorsúszásban bronzérmes lett, az 50 méteres pillangóúszásban és a 200 méteres vegyesúszásban egyaránt 7., míg a 100 méteres pillangóúszásban a 14. helyen végzett. A 2013-as rövid pályás úszó-Európa-bajnokságon a dániai Herningben összesítésben 50 méteres pillangóúszásban a 37., 50 méteres gyorsúszásban az 50., 200 méteres gyorsúszásban a 24. lett.
A 2014-es ifjúsági úszó-Európa-bajnokságon a hollandiai Dordrechtben 400 méteres gyorsúszásban ezüstérmes, 1500 méteres gyorsúszásban bronzérmes lett, míg 800 méteren a negyedik helyet szerezte meg. A 2014. évi nyári ifjúsági olimpiai játékokon a kínai Nankingban 400 méteres gyorsúszásban a 4., 800 méteres gyorsúszásban az 5., 200 méteres gyorsúszásban a 16. helyen végzett.
A 2015-ös ifjúsági úszó-világbajnokságon Szingapúrban 200 méteres gyorsúszásban 19., 400 méteres gyorsúszásban 10., 800 méteres gyorsúszásban 17. lett, 200 méteres pillangóúszásban pedig a 9. helyen végzett.
Tagja volt a 2017-es budapesti úszó-világbajnokság magyar csapatának: nyílt vízi úszásban 5 km-en a 28. helyen végzett, míg csapatban (csapattársak: Juhász Janka, Rasovszky Kristóf, Gyurta Gergely) a 7. lett.

## Magánélete
Édesanyja evezésben magyar bajnok volt. Testvére Novoszáth Tamás, aki szintén úszó.

## Díjai, elismerései
- Szeged Sportolója díj (2015)[23]